# Eleição municipal de Parintins em 2016
A eleição municipal de Parintins em 2016 foi realizada para eleger um prefeito, um vice-prefeito e 11 vereadores no município de Parintins, no estado brasileiro do Amazonas. Seguindo a Constituição, os candidatos são eleitos para um mandato de quatro anos a se iniciar em 1º de janeiro de 2017. A decisão para os cargos da administração municipal, segundo o Tribunal Superior Eleitoral, contou com 64 046 eleitores aptos e 13.368 abstenções, de forma que 20,87% do eleitorado não compareceu às urnas naquele turno.

## Antecedentes
Derrotado em 2004, Bi Garcia, do PSDB, conseguiu ser eleito em 2008 como prefeito de Parintins, no Amazonas. No entanto, após seu mandato, o político decidiu não se reeleger a esse cargo e se tornou deputado estadual, onde permaneceu até 2016. Nesse mesmo ano, Bi Garcia volta a ocupar o posto de prefeito, após vencer sua principal opositora, Márcia Baranda, do MDB, com 63,2% dos votos.

## Campanha
O político Bi Garcia não quis utilizar a Cota para o Exercício da Atividade Parlamentar (Ceap) durante sua campanha para prefeito em 2016, afirmando que foi uma recomendação do TCE e que não seria justo usar verba da Assembleia para custear despesas nesse período eleitoral.
Ele também possuía uma coligação com 21 partidos e alegou, durante toda sua campanha, que seu principal objetivo era retomar o crescimento da economia do município. Não obteve muitos obstáculos durante esse período, já que a maior parte do apoio populacional era seu, e ganhou diretamente no primeiro turno.

## Candidatos
|  | Nº | Candidato(a) a prefeito | Candidato(a) a prefeito                                       | Candidato(a) a vice-prefeito | Candidato(a) a vice-prefeito                             | Coligação |
|  | -- | ----------------------- | ------------------------------------------------------------- | ---------------------------- | -------------------------------------------------------- | --- |
|  | 12 |                         | Messias Cursino (PDT) Messias Wilson de Medeiros Cursino      |                              | Juscelino Manso (PSB) Juscelino Melo Manso               | Parintins para Todos - Partido Democrático Trabalhista (PDT) - Partido Socialista Brasileiro (PSB) |
|  | 15 |                         | Márcia Baranda (PMDB) Márcia Auxiliadora Cardoso Baranda      |                              | Lázaro Teixeira (PT) Manoel Lázaro de Souza Teixeira     | Pra Fazer Diferente - Partido do Movimento Democrático Brasileiro (PMDB) - Partido dos Trabalhadores (PT) - Partido da Mobilização Nacional (PMN) - Partido Progressista (PP) |
|  | 18 |                         | Adson Ribeiro (REDE) Adson José Messias Ribeiro               |                              | João Santarém (REDE) João Silva Santarém                 | Sem coligação - Rede Sustentabilidade (REDE) |
|  | 45 |                         | Bi Garcia (PSDB) Frank Luiz da Cunha Garcia                   |                              | Tony Medeiros (PSL) João Wellington de Medeiros Cursino  | Pra Parintins Voltar a Avançar - Partido da Social Democracia Brasileira (PSDB) - Partido Social Liberal (PSL) - Partido Ecológico Nacional (PEN) - Solidariedade (SD) - Partido Verde (PV) - Partido da República (PR) - Partido Trabalhista do Brasil (PTdoB) - Partido Trabalhista Brasileiro (PTB) - Partido Republicano da Ordem Social (PROS) - Partido Social Cristão (PSC) - Partido Trabalhista Cristão (PTC) - Partido Popular Socialista (PPS) - Partido Humanista da Solidariedade (PHS) - Partido Republicano Progressista (PRP) - Partido Social Democrata Cristão (PSDC) - Partido Pátria Livre (PPL) - Partido Renovador Trabalhista Brasileiro (PRTB) - Democratas (DEM) - Partido Trabalhista Nacional (PTN) |
|  | 50 |                         | Maria Altair Navegante (PSOL) Maria Altair da Costa Navegante |                              | Dietrich Esmaile (PSOL) Dietrich Esmaile Teixeira Mendes | Resistência Popular Socialista - Partido Socialismo e Liberdade (PSOL) - Partido Comunista Brasileiro (PCB) |

## Resultados

### Eleição municipal de Parintins em 2016 para Prefeito
A eleição para prefeito contou com a presença de 5 candidatos, a saber:
| Bi Garcia (PSDB)              | Tony Medeiros (PSL)     | 30.970 | 63,20%  |
| Márcia Baranda (PMDB)         | Lázaro Teixeira (PT)    | 12.773 | 26,06%  |
| Messias Cursino (PDT)         | Juscelino Manso (PSB)   | 3.598  | 7,34%   |
| Adson Ribeiro (REDE)          | João Santarém (REDE)    | 1.439  | 2,94%   |
| Maria Altair Navegante (PSOL) | Dietrich Esmaile (PSOL) | 225    | 0,46%   |
| Total de votos válidos        | Total de votos válidos  | 49.005 | 100,00% |
| Votos apurados                |                         |        |         |
| Votos válidos                 | Votos válidos           | 49.005 | 96,70%  |
| Votos em branco               | Votos em branco         | 393    | 0,78%   |
| Votos nulos                   | Votos nulos             | 1.280  | 2,53%   |
| Total de votos apurados       | Total de votos apurados | 50.678 | 100,00% |
| Eleitores                     |                         |        |         |
| Comparecimento                | Comparecimento          | 50.678 | 79,13%  |
| Abstenções                    | Abstenções              | 13.368 | 20,87%  |
| Total de eleitores            | Total de eleitores      | 64.046 | 100,00% |
| Total de seções: 216          |                         |        |         |

### Eleição municipal de Parintins em 2016 para Vereador
Na decisão para o cargo de vereador na eleição municipal de 2016, foram eleitos 11 vereadores com um total de 48 828 votos válidos. O Tribunal Superior Eleitoral contabilizou 720 votos em branco e 1 130 votos nulos. De um total de 64 046 eleitores aptos, 13 368 (20.87%) não compareceram às urnas .
| Nome                                | Partido político                               | Coligação                        | Votos recebidos | Percentual |
| ----------------------------------- | ---------------------------------------------- | -------------------------------- | --------------- | ---------- |
| Maildson Araújo Fonseca             | Partido da Social Democracia Brasileira (PSDB) | Pra Parintins Voltar a Avançar 1 | 1.505           | 3.08%      |
| Maria José da Silva Alencar         | Partido Social Democrático (PSD)               | A Força Que Vem do Povo          | 1.440           | 2.95%      |
| Norberto Silva Farias               | Podemos (PODE)                                 | Pra Parintins Voltar a Avançar 5 | 1.326           | 2.72%      |
| Mateus Ferreira Assayag             | Partido da República (PR)                      | Pra Parintins Voltar a Avançar 2 | 1.161           | 2.38%      |
| Paulo Cesar Rodrigues Linhares      | Patriota (PATRI)                               | Pra Parintins Voltar a Avançar 1 | 1.141           | 2.34%      |
| Vanessa Geny Carneiro Gonçalves     | Partido Republicano da Ordem Social (PROS)     | Pra Parintins Voltar a Avançar 3 | 1.127           | 2,31%      |
| Bertoldo Cascaceno Martins Neto     | Partido Social Liberal (PSL)                   | Pra Parintins Voltar a Avançar 3 | 1.103           | 2,26%      |
| Afonso de Souza Rocha               | Partido Trabalhista Brasileiro (PTB)           | Pra Parintins Voltar a Avançar 2 | 963             | 1,97%      |
| Marcos Aurélio Matos da Luz         | Partido Republicano Brasileiro (PRB)           | A Força Que Vem do Povo          | 902             | 1,85%      |
| Francisco Walteliton de Souza Pinto | Partido da Social Democracia Brasileira (PSDB) | Pra Parintins Voltar a Avançar 1 | 856             | 1,75%      |
| Sebastião Luiz da Cunha Teixeira    | Partido Trabalhista Brasileiro (PTB)           | Pra Parintins Voltar a Avançar 2 | 726             | 1,49%      |

## Análise
A economia da cidade de Parintins se fragilizou durante o mandado de Alexandre da Carbrás, seu último prefeito e, por essa razão, as expectativas sobre o atual governo de Bi Garcia eram bem altas e a população esperava medidas eficientes para melhorar a cidade. Expectativas, no entanto, que não foram alcançadas. A popularidade do prefeito, assim como a economia, caiu bastante principalmente por conta de comerciantes e empresários que tiveram de fechar ou reduzir seus negócios.
Além disso, Bi Garcia foi condenado pela Justiça Federal do AM à perda de seu mandato por questões de corrupção. O político terá que pagar multa de R$ 300 mil e devolver mais de R$ 3 milhões aos cofres públicos. Em entrevista a rádio EBC, o político afirma: "Não houve má-fé da minha parte. Não me beneficiei de nada desse recurso. A minha prefeitura sempre foi uma prefeitura adimplente, mas lamentavelmente teve parte de recolhimento do INSS que realmente não foram cumpridos na parte do empregador. Não na parte do funcionário." e complementa: "Nós vamos recorrer dessa decisão. Não acredito que realmente haja perda de mandato. Até porque o município já fez toda a negociação e o parcelamento dessa dívida há muitos anos."